# Heiligtum Maria Gnaden (Udine)

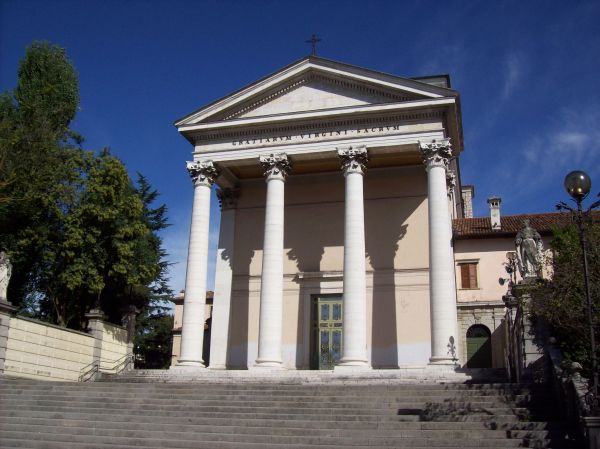
Basilika Beata Vergine delle Grazie

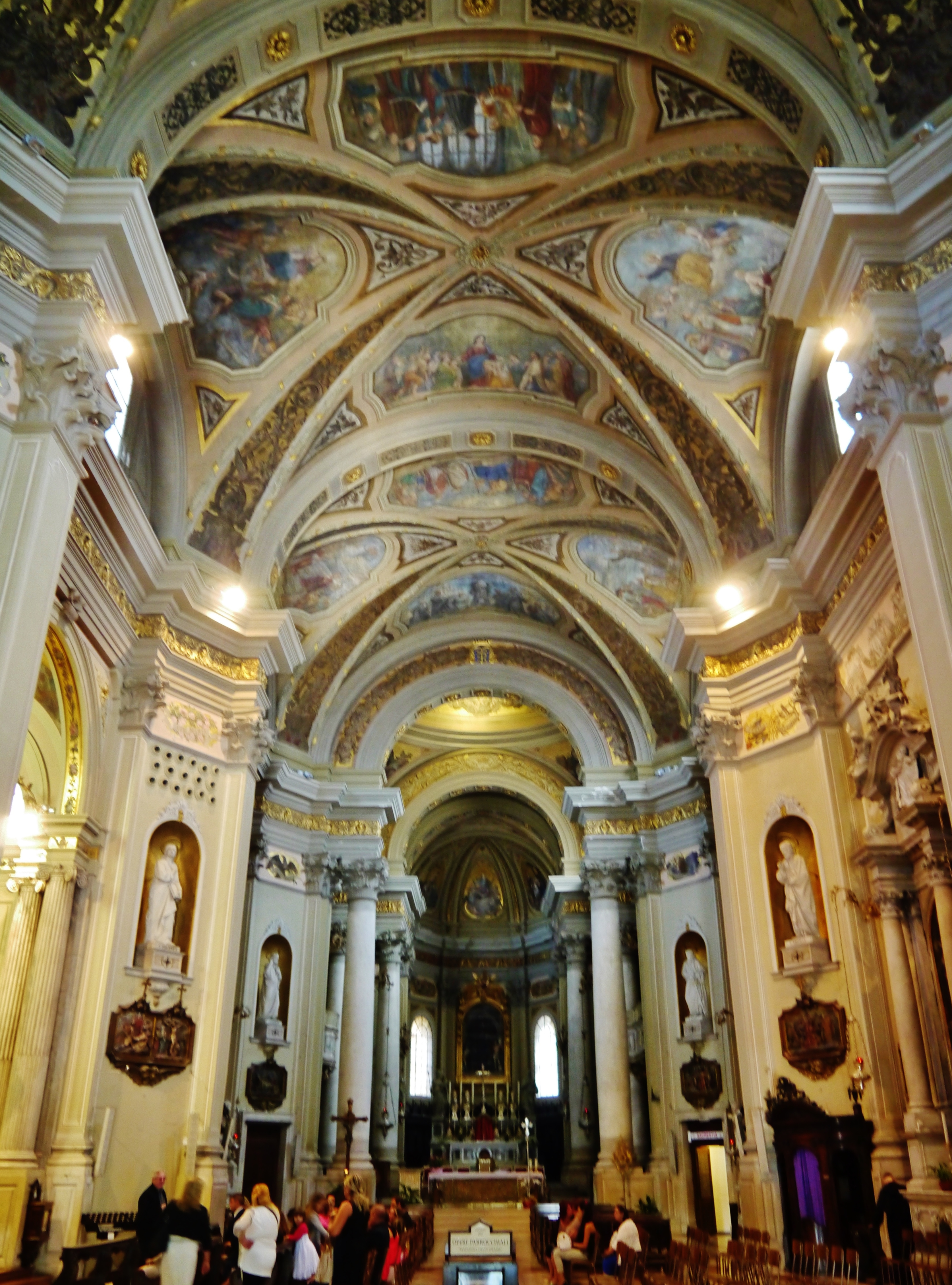
Innenraum mit Blick zum Chor

Das Heiligtum Maria Gnaden (italienisch Santuario della Beata Vergine delle Grazie) ist eine römisch-katholische Kirche in Udine in der italienischen Region Friaul-Julisch Venetien. Die Pfarrkirche des Erzbistums Udine trägt den Titel einer Basilika minor. Die Kirche wurde im 16. Jahrhundert im Stil der Renaissance gebaut und wurde bei späteren Erweiterungen innen barockisiert und erhielt ein klassizistisches Portal.

## Geschichte
Der Leutnant der venezianischen Regierung, Giovanni Emo, brachte eine Madonnenikone, die er vom Sultan von Konstantinopel erhalten haben soll, auf seine Residenz, die Burg von Udine. Dort soll sie eine wundersame Heilung bewirkt haben. Das Bild wurde 1479 mit einer Prozession in die den heiligen Gervasius und Protasius gewidmete Kirche überführt. 1495 wurde der Grundstein für den Neubau der Kirche gelegt, die von den Serviten betreut wird. Im Jahr 1513 wurde der erste Gottesdienst gefeiert und 1520 weihte der Bischof von Caorle, Daniele De Rubeis, die Kirche.
Die Kirche wurde in mehreren Schritten erweitert und ein Kloster wurde angefügt; bemerkenswert ist der Eingriff von Giorgio Massari (1730), der hier das Schema der Jesuitenkirche Santa Maria Assunta in Venedig wiederholte: Das Kirchenschiff wurde verlängert und erhöht, der Chor und die Apsis wurden umgestaltet und der Glockenturm wurde erhöht. Später wurde ein Portal im Stil eines Pronaos vor der Fassade hinzugefügt, die Treppe und die Überbrückung des Kanals wurden restauriert, die die Kirche mit dem Platz davor verbindet. 1921 wurde die Kirche von Papst Benedikt XV. in den Rang einer Basilica minor erhoben.
Das angrenzende Kloster in der Architektur des 16. Jahrhunderts wurde auch vergrößert und im Laufe der Jahrhunderte mit Fresken ausgestaltet; die Servitenbrüder, vertrieben nach der französischen Invasion von 1797, kehrten 1923 in das Heiligtum zurück. 

## Architektur
Das Portal der Kirche ist ein klassizistischer Portikus mit einem dreieckigen Giebel auf vier massiven Säulen. Der Kirchturm ragt auf der rechten Seite des Chors empor. Vor dem Chor ist das Dach mit Hilfe einer flachen Kuppel und einer Laterne beleuchtet. Das Langhaus bildet eine Seite des auf der Südwestseite liegenden Kreuzgangs des Klosters. Die Marienkapelle liegt in der Mitte des Langhauses gegenüber.

## Innenraum
Die einschiffige Saalkirche ist im Stil des Barock reich ausgestaltet. Die Decke ist mit Fresken bedeckt, die die marianischen Tugenden verherrlichen, mit Episoden, die mit der in der Basilika aufbewahrten wundertätigen Ikone zusammenhängen, und mit anderen heiligen Themen. Sie wurden von Lorenzo Bianchini (1825–1892) geschaffen.
In der Apsis befindet sich ein Holzkruzifix aus dem 14. Jahrhundert. Die Engelsstatuen stammen von Tommaso Rues.

### Kapelle Unserer Lieben Frau

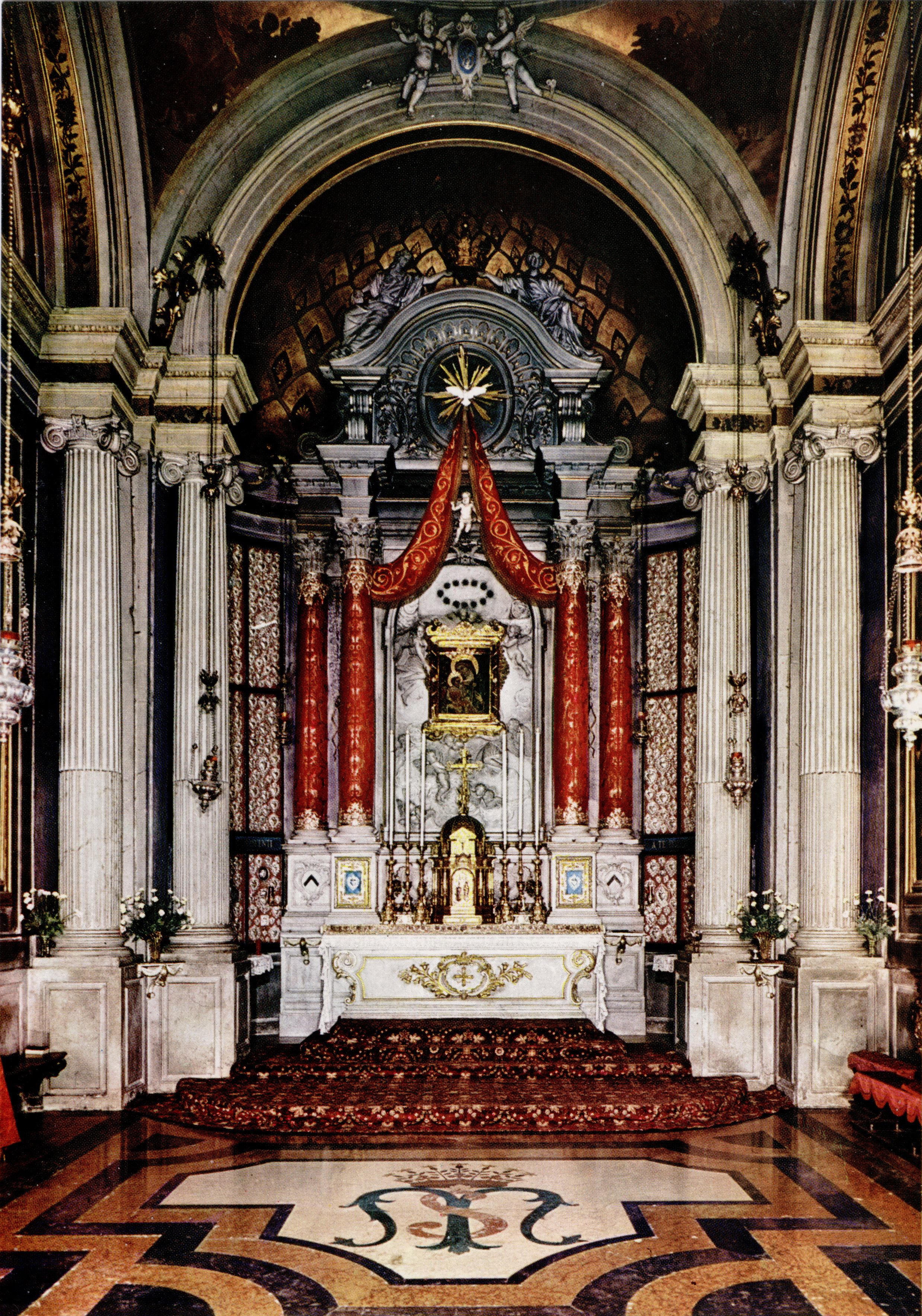
Blick auf die Kapelle der Madonna

In der Kapelle der Madonna, die 1769 wiederaufgebaut wurde, befindet sich auf dem Altar von Massari der Tisch mit dem Bildnis der Madonna der Gnade (der Überlieferung nach ein Werk im byzantinischen Stil des 14. Jahrhunderts). Die Ikone stellt die Jungfrau mit leicht zu Jesus geneigtem Gesicht dar; oben befinden sich zwei Buchstaben, die Mutter Gottes bedeuten. Das Jesuskind ist abgebildet, wie es an der Brust seiner Mutter nährt.
Viele ehemalige Votivbilder zeugen von der Volksverehrung der Madonna: Zu den ältesten gehört die sogenannte Teufelsmaske, ein wertvolles Rüstungsstück aus dem 15. Jahrhundert. In der Kapelle der Madonna befindet sich das Grab von Tommaso Porcacchi, einem toskanischen Gelehrten des 16. Jahrhunderts, der in Venedig lebte und im Oktober 1576 in Udine starb, wahrscheinlich als Gast seines Freundes Ottaviano Manin, der ihn hier begraben ließ und einen Gedenkstein zu seinem Andenken setzte.

### Seitenaltäre
Vier Seitenaltäre sind mit Gemälden geschmückt, die Domenico Tintoretto zugeschrieben werden. Der Altar Unserer Lieben Frau von den Schmerzen mit einer Himmelfahrt Mariens, der Altar der Reliquien mit dem Martyrium der Heiligen Ursula, der Altar der sieben Gründungsheiligen mit einer Geburt Jesu und der Altar des heiligen Peregrinus Laziosi mit einer Geburt Mariens.